# ÜHIIIs

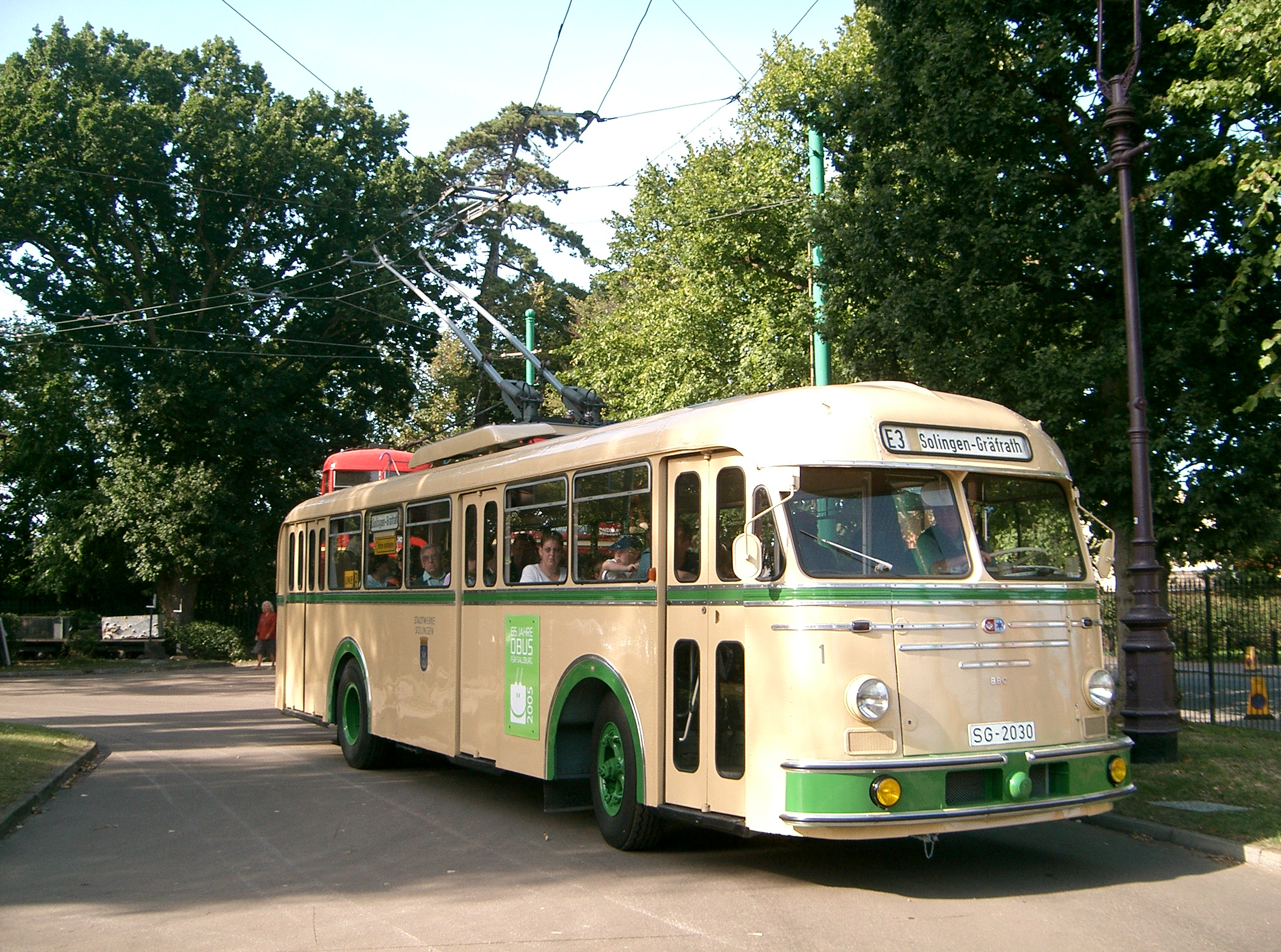
Solinger Wagen 1 im East Anglia Transport Museum

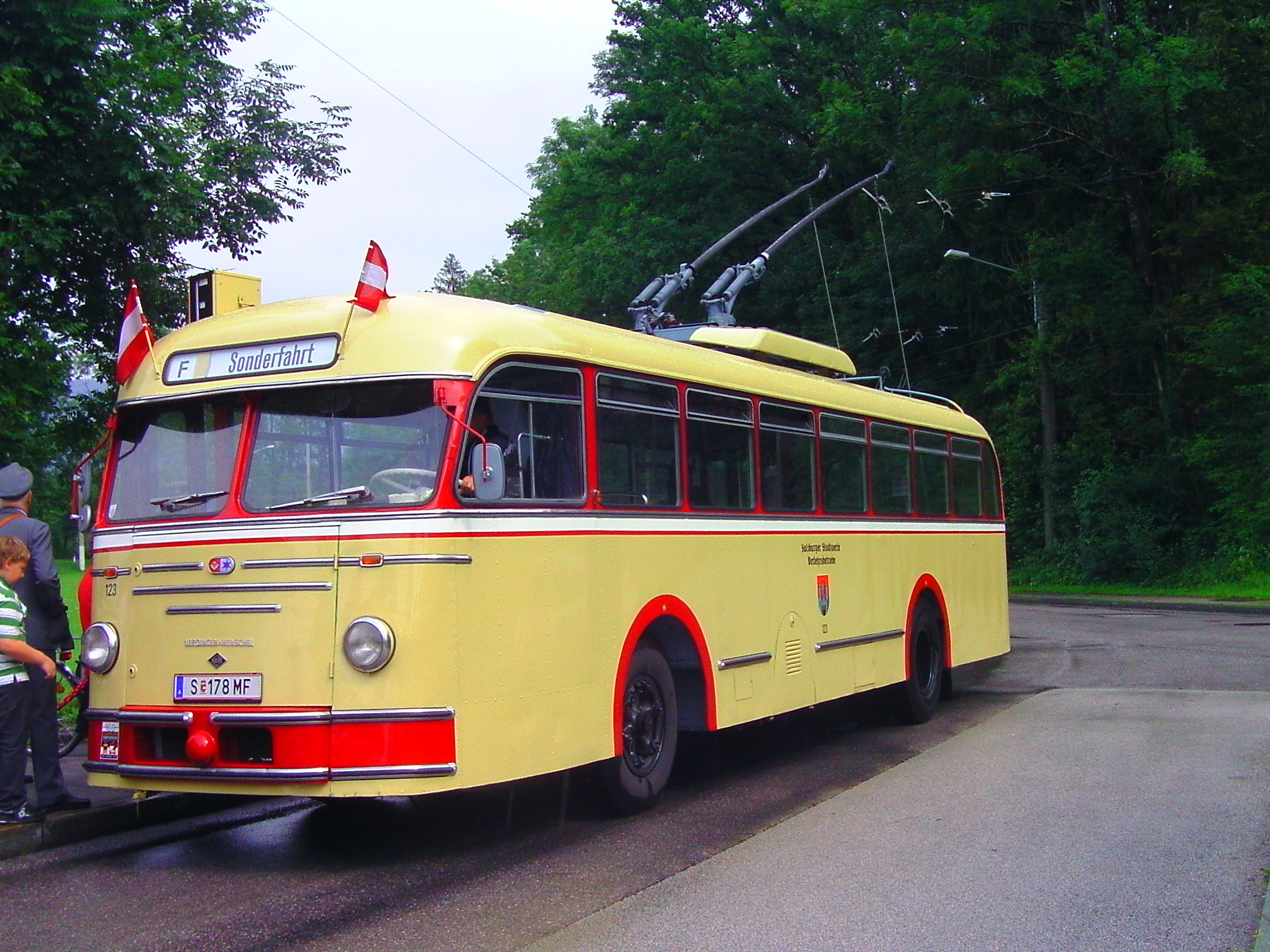
Solinger Wagen 40 mit Salzburger Lackierung und neuer Nummer 123

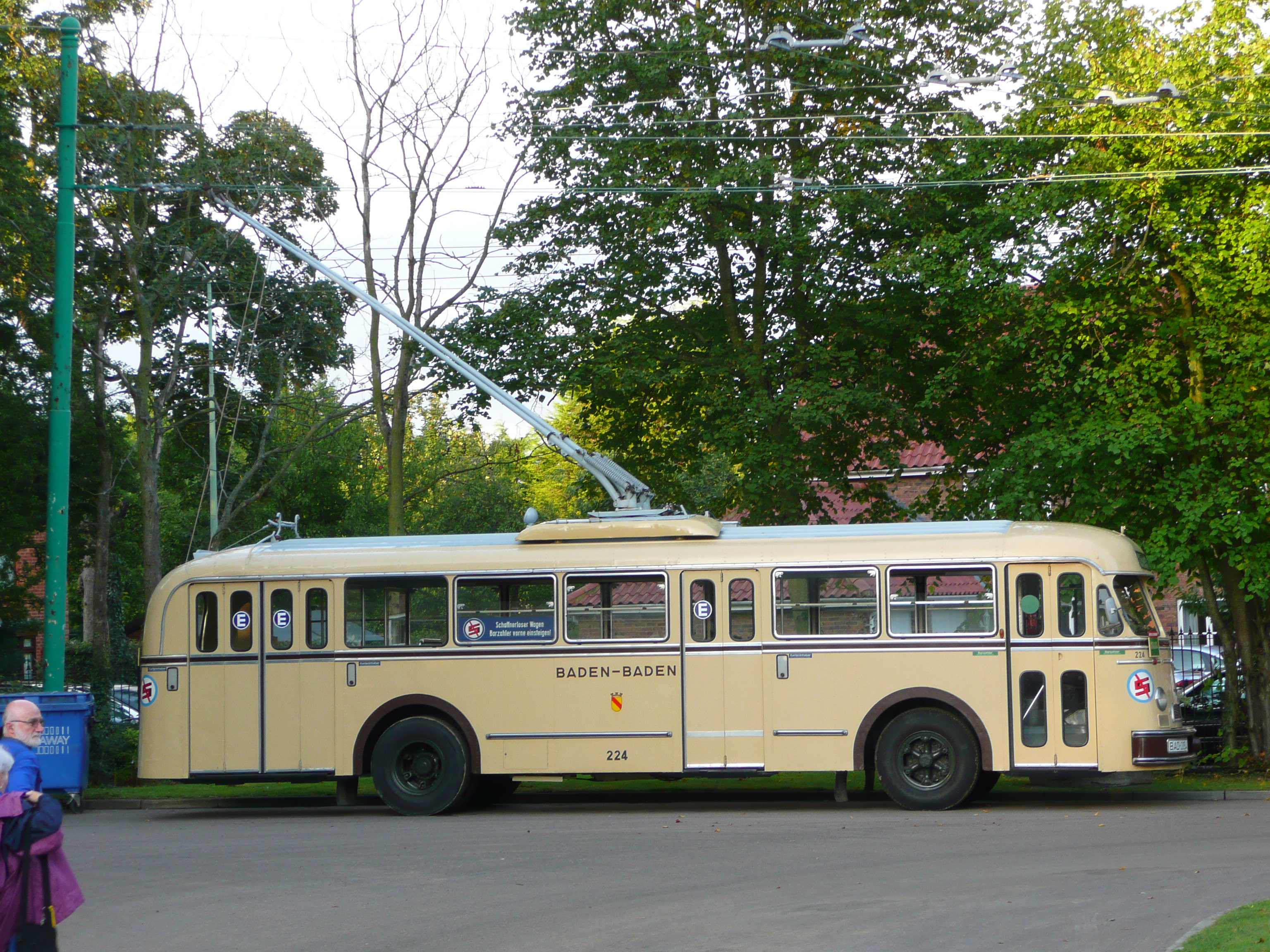
Seitenansicht des Baden-Badener Wagens 224 im East Anglia Transport Museum

Der ÜHIIIs – seltener auch ÜH III s oder ÜH IIIs geschrieben – ist ein deutscher Oberleitungsbus-Typ. Er wurde in den 1950er Jahren durch ein Joint-Venture der Waggonfabrik Uerdingen und der Henschel-Werke produziert. Die Typenbezeichnung setzt sich aus den Herstellernamen Uerdingen und Henschel, der Normgröße III für elf bis zwölf Meter lange Fahrzeuge und dem Hinweis auf die selbsttragende Karosserie zusammen. Henschel war dabei für das Fahrwerk zuständig, während Uerdingen den Aufbau produzierte.

## Beschreibung
Der dreitürige ÜHIIIs basiert auf dem etwas kürzeren zweitürigen Vorgänger-Typ ÜHIIs, der jedoch in nur zehn Exemplaren produziert wurde. Konstruktiv haben beide Typen große Ähnlichkeiten mit den Uerdinger Schienenbussen der Baureihe VT 95, insbesondere mit deren Prototypen. Außerdem besteht eine enge Verwandtschaft zu den parallel hergestellten Omnibussen der Bauart Büssing-Uerdingen 6500 T. Alle genannten Fahrzeuge basieren auf dem Konzept der selbsttragenden Stahlleichtbauweise, diese kommt ohne Fahrgestell aus. Der 2,5 Meter breite und 3,5 Meter hohe ÜHIIIs wurde in vier Varianten produziert:
- 11,165 Meter lang (zwei Fenster, einfache Mitteltür, drei Fenster)
- 11,165 Meter lang (drei Fenster, einfache Mitteltür, zwei Fenster – Sonderausführung für Bremen)
- 11,165 Meter lang (zwei Fenster, doppelte Mitteltür, zwei Fenster)
- Vorführwagen für Mexiko-Stadt (zwei Fenster, einfache Mitteltür, drei Fenster, einfache Hecktür, Heckfenster)

Die doppelte Mitteltür wurde erstmals 1954 bei den nach Brasilien exportierten Wagen angewendet, später gehörte sie zur Serienausstattung. Tatsächlich handelte es sich um zwei verschiedene Türen mit unabhängigen Druckluftkreisen, sie waren durch einen mittigen Türpfosten voneinander getrennt. Es gab sowohl ÜHIIIs mit Polsterbestuhlung als auch mit Durofol-Bestuhlung. Dabei standen – je nach Variante – 30 bis 36 Sitzplätze und 58 bis 72 Stehplätze zur Verfügung.
Auch die elektrische Ausrüstung variierte, sie wurde je nach Einsatzbetrieb von AEG, BBC, Kiepe oder SSW zugeliefert. Als einer der weltweit ersten O-Bus-Typen verfügte ein Teil der ÜHIIIs über einen zusätzlichen Ottomotor als Hilfsantrieb für stromlose Abschnitte. Hierbei handelte es sich um einen je nach Variante 18,4 kW (25 PS) beziehungsweise 22 kW (30 PS) starken Volkswagen-Industriemotor, der aus dem VW Käfer-Serienmotor abgeleitet war. Dieser trieb einen Generator mit einer Gleichspannung von 150 Volt und 14 kW an. Im Gegensatz dazu stattete BBC einen Teil seiner Wagen mit einer Batterie-Notfahreinrichtung aus. Die reguläre Motorleistung betrug – abhängig vom Einsatzbetrieb – zwischen 85 und 105 kW. Typischerweise wurden die ÜHIIIs auch mit Anhängern eingesetzt. Außerdem waren sie für den Fahrgastfluss-Betrieb von hinten nach vorn ausgelegt.

## Einsatzbetriebe
Fahrzeuge des Typs ÜHIIIs wurden erstmals Anfang 1952 an den Oberleitungsbusbetrieb in Siegen ausgeliefert. Später entwickelte er sich zu einem Standardfahrzeug und war seinerzeit in zahlreichen westdeutschen Oberleitungsbusbetrieben anzutreffen. Die letzten planmäßigen Einsätze eines ÜHIIIs gab es 1980 in Esslingen am Neckar.
Insgesamt produzierten die beiden Unternehmen 210 Fahrzeuge, darunter 53 ins Ausland exportierte und einen Vorführwagen. Die Gesamtproduktion verteilte sich dabei auf 23 Verkehrsunternehmen, davon zwei im Ausland. Zusätzlich erhielten die Kölner Verkehrs-Betriebe (KVB) und der Oberleitungsbus Kapfenberg später je einen gebrauchten ÜHIIIs:
| Stück | Betrieb                             | Nummern | Elektrik                       | Bemerkungen |
| ----- | ----------------------------------- | --- | ------------------------------ | --- |
| 62    | Oberleitungsbus Solingen            | 1–62 | BBC / Kiepe                    | |
| 50    | São Paulo                           | 3030–3079 | SSW                            | |
| 18    | Oberleitungsbus Rheydt              | 51–68 | Kiepe                          | |
| 15    | Oberleitungsbus Moers               | Straßenbahn Moers–Homberg: 151–161 Kreis Moerser Verkehrsbetriebe: 104–106 Duisburger Verkehrsgesellschaft: 1 | SSW Kiepe                      | Wagen 1 1967 nach Rheydt abgegeben, neue Nummer 69 |
| 13    | Oberleitungsbus Siegen              | 51–63 | 51–60: BBC 61–63: Kiepe        | |
| 09    | Oberleitungsbus Baden-Baden         | 221–229 | BBC                            | |
| 05    | Oberleitungsbus Aachen              | O 14–O 18 | Kiepe                          | |
| 05    | Oberleitungsbus Esslingen am Neckar | 11–15 | BBC                            | |
| 05    | Oberleitungsbus Gummersbach         | 33–37 | Kiepe                          | 1962 nach Aachen abgegeben, neue Nummern O 23–O 27 |
| 05    | Oberleitungsbus Minden              | 1–5 | SSW                            | davon vier 1965 nach Solingen abgegeben, neue Nummern 76–79 |
| 03    | Oberleitungsbus Gießen              | 16–18 | AEG                            | |
| 03    | Städtische Straßenbahn Hildesheim   | 21, 28, 30 | BBC                            | |
| 03    | Oberleitungsbus Kaiserslautern      | 108, 110, 111                                                                                                 | 108: Kiepe 110: Kiepe 111: SSW | |
| 03    | Oberleitungsbus Marburg             | 6–8 | BBC                            | |
| 03    | Oberleitungsbus Salzburg            | 131–133 | Kiepe / BBC                    | ab 1. Januar 1965 Nummern 121–123 |
| 02    | Oberleitungsbus Bonn                | 221–222 | 221: Kiepe 222: ?              | beide 1970 als Ersatzteilspender nach Kaiserslautern abgegeben |
| 02    | Bremer Straßenbahn AG               | 314–315 | BBC                            | 1961 nach Esslingen am Neckar abgegeben, neue Nummern 29–30 |
| 01    | Oberleitungsbus Bochum              | 5 | BBC                            | 1959 nach Solingen abgegeben, neue Nummer 63 |
| 01    | Oberleitungsbus Krefeld             | 503 | AEG                            | 1964 nach Kapfenberg abgegeben, neue Nummer 19 |
| 01    | Oberleitungsbus Pirmasens           | 8 | Kiepe                          | |
| 01    | Vorführwagen                        | keine | SSW                            | zunächst in Mexiko-Stadt präsentiert, 1955 nach Köln abgegeben, dort neue Nummer 206 – später 297; 1959 an die Duisburger Verkehrsgesellschaft abgegeben, neue Nummer 2; 1967 nach Rheydt abgegeben, neue Nummer 70 |

## Nachfolger
Um 1959 beendeten die beiden Hersteller ihre Zusammenarbeit bei der Obus-Herstellung. Henschel produzierte ersatzweise den Nachfolgetyp HS 160 OSL, dessen erste Vorserienfahrzeuge 1958 erschienen. Die Produktion dauerte bis 1963; In diesem Jahr stieg Henschel schließlich ganz aus dem Obus-Bau aus. Uerdingen entschied sich für eine Zusammenarbeit mit der Büssing AG und produzierte einige Jahre lang ersatzweise den Typ ÜBIVs.

## Prototypen und verwandte Bauarten
Vor Beginn der ÜHIIIs-Serienfertigung produzierte Uerdingen in Eigenregie – das heißt ohne Beteiligung von Henschel – zwei Prototypen. Hierbei handelte es sich um die Krefelder Wagen 501 und 502, sie wurden 1949 und 1950 gebaut.
Ferner hatten die Henschel/Uerdingen-O-Busse 205, 206 und 209 bis 218 der Stadtwerke Münster Uerdingen-Aufbauten auf Henschel-II-6500-Fahrgestellen, waren somit jedoch ebenfalls keine ÜHIIIs. Ähnliche Wagen verkehrten auch beim Oberleitungsbus Offenbach am Main.

## Erhaltene Fahrzeuge
| Solingen 1         | East Anglia Transport Museum, betriebsbereit und zugelassen                                                        |
| Solingen 40        | East Anglia Transport Museum, betriebsbereit und zugelassen, seit 2007 mit der Nummer 123 als Leihgabe in Salzburg |
| Solingen 59        | seit 1999 beim Obus-Museum Solingen, betriebsbereit und zugelassen                                                 |
| Kaiserslautern 111 | seit 1977 beim Hannoverschen Straßenbahn-Museum, nicht betriebsbereit und nicht zugänglich                         |
| Baden-Baden 224    | East Anglia Transport Museum, betriebsbereit und zugelassen                                                        |
| Esslingen 13       | seit Juli 2001 als ausgeschlachteter Torso auf einem Spielplatz im Esslinger Stadtteil Sankt Bernhardt             |
| Esslingen 14       | seit 2000 beim East Anglia Transport Museum, Ersatzteilspender für Solingen 1 und 40 sowie Baden-Baden 224         |

Darüber hinaus überlebten noch zwei weitere ÜHIIIs ihr Einsatzende deutlich. Wagen 29 aus Esslingen, respektive Wagen 314 aus Bremen, stand über dreißig Jahre lang auf einem Schrottplatz in Reichenbach an der Fils und wurde erst im März 2003 zerlegt. Wagen 6 aus Marburg wurde nach seinem Einsatzende im Februar 1968 an einen Campingplatz in Kernbach verkauft. Später kam er zu den Omnibusfreunden Marburg, konnte dort jedoch wegen seines schlechten Zustands nicht instand gesetzt werden. 2001 gaben diese ihn an das Obus-Museum Solingen ab. Dort wurde er im März 2008 als Ersatzteilspender für den Solinger Wagen 59 ausgeschlachtet und anschließend abgewrackt.